# Latvijas Balzams
Latvijas Balzams, Lettisk balsam, är en lettisk spritfabrik som startades år 1900. Namnet har den efter sin produkt som heter Rīgas Melnais balzams (Rigas svarta balsam). 
Firman har två fabriker i Riga - en för starksprit och en för mindre alkoholhaltiga drycker. Latvijas Balzams har ca 600 anställda. Bland produkterna, som också säljs utanför Lettland i 30 länder, kan nämnas Stolichnaya, Moskovskaya, Riga Black Balsam and Rīgas Sparkling Wine. 

## Rīgas Melnais balzams
Farmaceuten Abraham Kunze skapade år 1752 den spritdryck som idag heter på lettiska Rīgas Melnais balzams. Detta är en spritsort gjord på cirka 24 örter plus vodka efter hemligt recept. Den har en mycket speciell prägel och passar kanske inte att dricka som den är, utan snarare som kaffekask eller blandad med te. Den tappas på lerflaskor för att bevara aromen.
Legenden hävdar att den ryska kejsarinnan Katarina II (Katarina den stora) blev sjuk under en vistelse till Riga och offererades svart balsam av A Kunze. Hon blev frisk (med hjälp av eller trots) drycken.

## Historia
- 1752 Abraham Kunze skapar grunden till Riga Balsam
- 1847 Albert Volfshmitt bygger fabriken som ska tillverka Riga Balsam
- 1860 Riga balsam får sin första internationella utmärkelse Silvermedalj vid en utställning i S:t Petersburg i Ryssland. Sedan dess har drycken får fler än 50 utmärkelser.
- 1938 Receptet till Stolichnaya vodka skapas i Ryssland och sedan 1948 produceras den i Riga av AS Latvijas Balzams. Den exporteras till fler än 80 länder.
- 1940 Destilleriet förstatligas under ryskt styre och kallas på lettiska Rīgas spirta un degvīna rūpnīca (Rigas sprit- och vodkafabrik).
- 1949 Fabriken startar likörproduktion, t.ex. Allažu ķimelis.
- 1952 Man startar produktion av Riga Sparkling Wine med unik metod.
- 1970 Fabriken antar nuvarande namnet Latvijas Balzams.
- 1991 Man startar en affärskedja med namnet Latvijas Balzams
- 1997 Latvijas Balzams introduceras på börsen
- 2000 Man går ihop med AS Rīgas vīni. En av de mest populära vodkorna - LB Vodka - lanseras och får guldmedalj vid utställningen Interdrink 2000.
- 2005 Första Latvijas Balzams affären i Vilnius, Litauen öppnas.
- 2010 Likören Moka får guldmedalj i likörkategorin av The Drinks Business.